# Světový den antikoncepce
Světový den antikoncepce je vyhrazen na 26. září. Je zasvěcen zkvalitňování vzdělání a zvyšování povědomí o sexuálním a reproduktivním zdraví v souladu s vizí světa, ve kterém je každé těhotenství chtěné. Tento den je propagován skupinou vládních i mezinárodních nevládních organizací, mezi něž patří například Asijsko-Tichomořská rada pro antikoncepci, organizace Centro Latinamericano Salud y Mujer, Evropská společnost pro antikoncepci a reprodukční zdraví, Německá nadace pro světovou populaci, Mezinárodní federace pro gynekologii dětí a dospívajících, Mezinárodní federace plánovaného rodičovství, Marie Stopes International, Population Services International, Rada pro populaci, Agentura Spojených států amerických pro mezinárodní rozvoj (USAID) a organizace Women Deliver.